# Howard Hill
Howard Hill, né le 13 novembre 1899 et mort le 4 février 1975 est le plus fameux « grand chasseur » contemporain à l'arc droit. 
Il est notamment la doublure d’Errol Flynn dans Les Aventures de Robin des Bois. Hill a fait sa renommée avec la chasse aux grands fauves, armé uniquement d'un arc droit de sa propre fabrication : il a plus de 2 000 prises à son actif. Il a tué trois éléphants avec un longbow d'une force de 115 livres, au moyen d'une flèche de 1,04 m, afin de pouvoir atteindre le cœur de l’animal. Il a homologué plusieurs records, dont la capacité d'utiliser un arc de 172 livres. Les forces varient en général : 65 livres (son arc le Grandma), 85 livres (le Grandpa), et certains arcs atteignant 100, 120, voire exceptionnellement 140 livres.

## Filmographie

### Acteur
- Cruise of the Zaca (1952)
- Deep Sea Fishing (1952)
- Arrow Artistry (1951)
- Battle of Champs (1947)
- Cavalcade of Archery (1946) (réalisateur)
- Wild Boar Hunt (1940)
- Sword Fishing (1939)
- Les Aventures de Robin des Bois (1938) (Conseiller technique et doublure d'Errol Flynn)
- The Last Wilderness (1935)

### Conseiller technique
- Au-delà du Missouri (1951)
- Le Fils de Robin des Bois (1946)
- Buffalo Bill (1944)
- Les Aventures de Robin des Bois (1938)